# Caradrina bodenheimeri
Caradrina bodenheimeri is een vlinder uit de familie uilen (Noctuidae). De wetenschappelijke naam van deze soort is voor het eerst geldig gepubliceerd in 1934 door Draudt.
De soort komt voor in tropisch Afrika.